# Myospila bicoloripes
Myospila bicoloripes är en tvåvingeart som först beskrevs av Fritz Isidore van Emden 1951.  Myospila bicoloripes ingår i släktet Myospila och familjen husflugor. Inga underarter finns listade i Catalogue of Life.